# Zé Gomes (poeta)
José Gomes Sobrinho (Garanhuns, 1935 — 2004) também conhecido como Zé Gomes, foi um poeta, músico e escritor brasileiro, membro das Academias Palmense e Tocantinense de Letras. Foi também presidente do Fórum Nacional de Conselheiros Estaduais de Cultura.
Em julho de 2010, o presidente Luiz Inácio Lula da Silva, sancionou uma lei que leva o seu nome, e possibilita o ensino da arte e cultura regional na educação básica.